# Гексадекан
Гексадекан (цетан) CH3-(CH2)14-CH3 — ациклический насыщенный углеводород нормального строения. Цетан используют как эталон для оценки качества (цетанового числа) дизельного топлива, считая его цетановое число за 100.